# Владимир Кличко — Тайсон Фьюри
Владимир Кличко против Тайсона Фьюри — боксёрский чемпионский поединок в тяжёлом весе за титулы IBF, IBO, WBO, WBA super и The Ring. Бой состоялся 28 ноября 2015 года в Дюссельдорфе на Эсприт Арене и завершился победой Тайсона Фьюри единогласным решением судей.

## Предыстория
Возможность проведения поединка между Кличко и Фьюри обсуждалась с 2011 года, после того как малоизвестный к тому моменту молодой 22-летний британец Тайсон Фьюри (14-0) победил 24 июля 2011 года по очкам несостоявшегося соперника Владимира Кличко Дерека Чисору (14-0). Кличко в январе 2011 года отменил свой бой с Чисорой для упрощения организации объединительного боя с Дэвидом Хэем, но предоставил Чисоре шанс вновь претендовать на бой с ним в случае победы над молодым и малоизвестным к тому моменту соотечественником. Фьюри разрушил планы Кличко и Чисоры, победив последнего по очкам и завоевав титулы Британии и Содружества. Сразу после победы Тайсону Фьюри был предложен бой с Кличко, но Фьюри отверг предложение и решил продолжить набираться опыта.
В апреле 2013 года Фьюри, победив Стива Каннингема, стал претендентом на один из титулов Кличко, IBF. Но Фьюри снова не спешил на чемпионский бой или главный отборочный поединок, а решил предварительно провести бой с именитым соотечественником Дэвидом Хэем. Хэй во время подготовки дважды травмировался, и его бой с Фьюри так и не состоялся, из-за чего Тайсон пробыл без боёв почти год.
29 ноября 2014 года состоялся реванш Фьюри с вновь набравшим популярность и рейтинг Дереком Чисорой. На кону этого боя было уже больше, чем титулы Британии и Содружества. На кону стоял титул чемпиона Европы и звание обязательного претендента на чемпионский титул по версии WBO. Фьюри досрочно победил Дерека Чисору и вновь завоевал право на встречу с Кличко.
В мае 2015 года, после победы Кличко над Брайантом Дженнингсом, WBA опубликовала обязательного претендента на свой пояс и назначила претендентом Тайсона Фьюри. Таким образом Фьюри стал обязательным претендентом сразу по двум версиям, WBA и WBO.
6 июля 2015 года Команды чемпиона IBF, WBA, WBO и IBO в тяжёлом весе Владимира Кличко (64-3, 53 КО) и официального претендента на титулы WBA и WBO Тайсона Фьюри (24-0, 18 КО) достигли соглашения, в результате которого промоутерские торги, которые должны были состояться в Панаме, были отменены. Представители боксеров договорились о поединке буквально за считанные минуты до начала торгов. Поединок Кличко — Фьюри был назначен на 24 октября в Дюссельдорфе, Германия.

## Перед боем
21 июля 2015 года состоялась первая пресс-конференция боксёров.
23 сентября на второй пресс-конференции (в Лондоне), Тайсон Фьюри в костюме Бэтмена заявил, что этим боем он выведет Кличко из карьеры боксёра.
25 сентября Кличко получил травму ноги и бой был перенесён с 24 октября на 28 ноября.
На взвешивании за день до боя Кличко показал вес 111,5 кг, вес Фьюри оказался 112 кг. После показательной тренировки Фьюри спел песню в ринге.
За несколько часов до боя Фьюри грозился сорвать поединок из-за слишком мягкого настила ринга. Команда Кличко пошла на уступки, и настил был заменен.

## Ход главного поединка
Бой начался крайне нервно и сумбурно. Традиционно осторожный и экономичный Кличко сделал ставку на коронный джеб, однако так и не смог нанести ни одного акцентированного удара до второй половины поединка. Оба боксёра старались работать с дальней дистанции, причём Фьюри ещё в дебюте встречи отдал инициативу Владимиру; тот распорядиться этим не сумел. Фьюри грамотно использовал своё преимущество в росте и размахе рук над Владимиром, за счёт игровой активности и более высокой скорости минимально забирал раунды себе в актив. На протяжении всего боя Фьюри намерено шёл в клинч вперед головой стараясь нанести травму Кличко, а когда у Кличко открылось рассечение старался лбом усугубить травму.
В 3-м раунде Тайсон переключился в правостороннюю стойку и предпочёл взять паузу, избегая конфронтации. Кличко продолжал придерживаться привычной тактики, не работал комбинационно и не создавал серьёзной угрозы претенденту. Фьюри открыто демонстрировал отсутствие боязни перед чемпионом, выкидывая издевательские номера с руками за спиной в стиле Роя Джонса-младшего и Мохаммеда Али. Тем не менее, украинский боксёр минимально выиграл 3-й раунд.
Количество выброшенных ударов в бою оставалось крайне низким. Работы в туловище, которой можно было ожидать от чемпиона, не было вовсе. Британец импровизировал, бил чаще и точнее.
К середине боя у Владимира, который никак не мог приспособиться к стилю противника и не показывал эффективной работы ног, появилось рассечение под левым глазом. В 9-м раунде Кличко оказался спиной к претенденту после клинча, не успел поднять руки после разворота и пропустил мощный левый боковой, а затем апперкот. Над правым глазом украинца открылось ещё одно рассечение.
Сумбур и клинчи в 11-м раунде привели к тому, что с Тайсона сняли очко штрафа за удары по затылку. В конце раунда Фьюри нанёс мощный боковой слева, после которого Кличко покачнулся. В финальном раунде Владимир пошёл в отчаянный штурм, пытаясь нокаутировать Фьюри, но было уже поздно, тем не менее Кличко выиграл этот раунд. Судьи отдали победу британцу единогласным решением: 115—112, 115—112, 116—111. Таким образом, Фьюри стал новым чемпионом мира в тяжёлой весовой категории по версиям WBO, WBA, IBF, IBO и The Ring.
|                  | | |
| Соперник         | Владимир Кличко — Тайсон Фьюри | Владимир Кличко — Тайсон Фьюри |
| Место проведения | Эсприт Арена, Дюссельдорф, Германия | Эсприт Арена, Дюссельдорф, Германия |
| Результат        | Победа Тайсона Фьюри единогласным решением судей | Победа Тайсона Фьюри единогласным решением судей |
| Статус           | Чемпионский бой за титулы чемпиона мира по версиям IBF, IBO, 18-я защита, по версии WBO, 14-я защита (после повторного завоевания титула), по версии суперчемпиона WBA, 8-я защита, титул чемпиона The Ring, 11-я защита Владимира Кличко в тяжёлом весе | Чемпионский бой за титулы чемпиона мира по версиям IBF, IBO, 18-я защита, по версии WBO, 14-я защита (после повторного завоевания титула), по версии суперчемпиона WBA, 8-я защита, титул чемпиона The Ring, 11-я защита Владимира Кличко в тяжёлом весе |
| Рефери           | Тони Уикс | Тони Уикс |
| Счёт судей       | Сезар Рамос: 115-112; Рамон Сердан: 115-112; Рауль Каиз-старший: 116-111 | Сезар Рамос: 115-112; Рамон Сердан: 115-112; Рауль Каиз-старший: 116-111 |
| Трансляция       | Интер, HBO, RTL | Интер, HBO, RTL |
| Промоутер        | Tom Loeffler, К2 Promotions | Tom Loeffler, К2 Promotions |
|                  | Кличко | Фьюри |
| Вес              | 111,5 кг. | 112 кг. |
| Результаты боёв  | до боя: 64(53КО) — 3 (3КО) после боя: 64(53КО) — 4 (3КО) | до боя: 24(18КО) — 0 после боя: 25(18КО) — 0 |
| Гонорар          | 15 000 000 £ (22,5 млн $) | 5 000 000 £ |

### Статистика ударов
Согласно неофициальной статистике ударов от компании CompuBox, в бою с британцем Тайсоном Фьюри украинский супертяжеловес Владимир Кличко показал самую низкую эффективность в атаке за всю свою профессиональную карьеру — за весь бой он выбросил всего 231 удар, а попал вообще катастрофически мало — 52 удара (с коэффициентом эффективности — 22,5 %). Причём ужасная статистика касается как джебов, так и силовых ударов — из 162 джебов Владимира достигли своей цели лишь 34 (21 %), а из 69 силовых — лишь 18 (26,1 %).
Что касается Тайсона Фьюри, то эффективность его действий в атаке была ненамного выше, но он брал своё за счёт своей активности — из 169 его джебов цели достигли 38 (22,5 %), а из 202 силовых ударов — 48 (24 %). В целом, Фьюри выбросил за бой 371 удар, точными из которых оказались 86 (23,2 %).

## Карта боксёрского мероприятия
После переноса мероприятия с андеркарда выбыл поединок абсолютной чемпионки мира в полусреднем весе, норвежки Сесилии Брейкхус.
Также в день боя был отменён поединок двоюродного брата Тайсона — Хьюи Фьюри.

## Трансляция
Российские телеканалы не транслировали бой Кличко — Фьюри. Это уже четвёртый подряд бой Кличко, который не показывало российское телевидение. На территории Украины бой транслировал телеканал «Интер».

## После боя
Сразу после боя, будучи на ринге, Фьюри спел отрывок песни I Don’t Wanna Miss a Thing из репертуара Aerosmith, посвятив её своей жене.
Российский промоутер Владимир Хрюнов высказал безосновательное предположение о том, что Владимир Кличко мог намеренно «слить» бой Фьюри, так как букмекеры отметили перед боем необычайно большие суммы ставок (более 4 млн. фунтов стерлингов) на победу претендента Тайсона Фьюри. На победу Фьюри также поставил бывший чемпион мира, знаменитый американский боксёр Флойд Мейвезер. Сумма его ставки составила 4,8 тыс. долларов, сумма выигрыша — 22,8 тыс. долларов.